# Vondellaan (Baarn)
De Vondellaan is een laan in de wijk Pekingpark van Baarn in de Nederlandse provincie Utrecht. 
De gebogen laan verbindt de Torenlaan met de Stationsweg. De laan werd in 1926 aangelegd in het verkavelde Pekingbos. Het noordelijke deel maakt deel uit van een oude zichtas op het buiten De Eult. De laan heette toen Dennenlaan. Aan dit noordelijke stuk van de laan stond villa Waldheim waarin het Baarnsch Lyceum werd gevestigd. Het zuidelijke gedeelte, richting de Torenlaan loopt parallel aan de spoorlijn naar Amersfoort. Aan de oostelijke zijde van de laan staan middenstandswoningen en landhuizen. Tussen de laan en het spoor staan witte nieuwe twee-onder-een-kap villa's en de Nieuwe Baarnsche School. De straat is genoemd naar de schrijver Joost van den Vondel.